# سري (مقاطعة)
 سَري (بالإنجليزية: Surrey)‏ مقاطعة إنجليزية في الجنوب الشرقي من إنجلترا، وذلك إلى الجنوب مباشرة من مدينة لندن. ويحدها من الشمال محافظة بروملي ، ومحافظة كرويدون ، ومحافظة سوتن ، ومحافظة كينجستون ، ومحافظة ريتشموند، ومحافظة هونسلو، ومحافظة هيلينجدون، ومحافظة بكينجهامشاير، ومن الغرب تحدها ويندسور ومحافظة براكنيل فورست ومحافظة هامبشاير ، ومن الجنوب تحدها محافظة سسكس الغربية . أما من الشرق، فتحدها محافظة كينت . وتبلغ مساحة المحافظة 1660 كم2، (أُنظر خريطة المملكة المتحدة) ويقطنها 1,041,200 نسمة، حسب تقديرات عام 1994. وأراضي محافظة ساري، منخفضة بشكل عام، تخترقها تلال الطباشير، المعروفة باسم نورث داونز ومن الغرب إلى الشرق. ويوجد بها أعلى نقطة عن سطح البحر في منطقة جنوب شرق إنجلترا، وذلك في قمة ليث هيل . تغذي الأمطار الساقطة على محافظة ساري العديد من الأنهار، ومن أهمها: نهر ييدنج بروك، ونهر وي، اللذان يجريان من الجنوب إلى الشمال، ليرفدا نهر التيمز . ومن أهم المسطحات المائية في محافظة سري، بحيرة سد الملكة إليزابيث الثانية ، المقام على نهر التايمز في شمال غرب المحافظة. ويصنف مناخ المحافظة ضمن المناخات المعتدلة الرطبة، أي المناخ المطير طول العام، الذي لا يخلو من التطرف الحراري، فنجد أن محافظة ساري يسقط عليها سنوياً حوالي 593 مم، موزعة على جميع الأشهر، ويتراوح متوسط درجة الحرارة العظمى فيها من 22 درجة مئوية في شهر يولية، إلى 6 درجات مئوية في شهر يناير، أي بفارق لا يتجاوز 16 درجة مئوية، بين متوسط درجة الحرارة العظمى في أبرد شهر وأحر شهر من السنة. والتي تسمى هوم كاونتيز.تقع المقاطعة بين مقاطعة لندن الكبرى، هامبشير، كنت، شرق ساسكس ، غرب ساسكس وبريكشير. مركز المقاطعة بلدة غيلدفورد ومن بلدتها الكبيرة بلدة واكين وبلدة أوول. تنقسم المقاطعة إلى 11 منطقة إدارية وهي قريبة من مدينة لندن حوالي 40 كم جنوب.

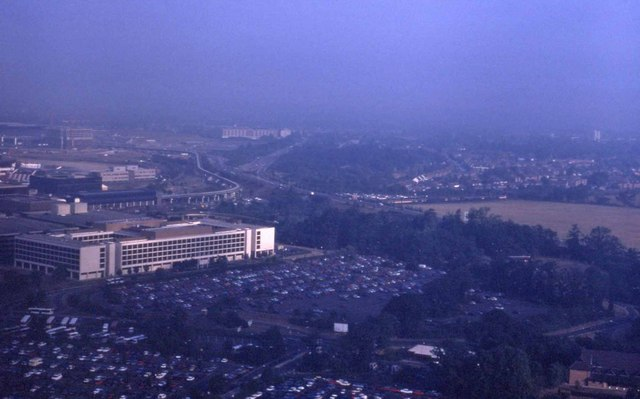
مطار غاتويك

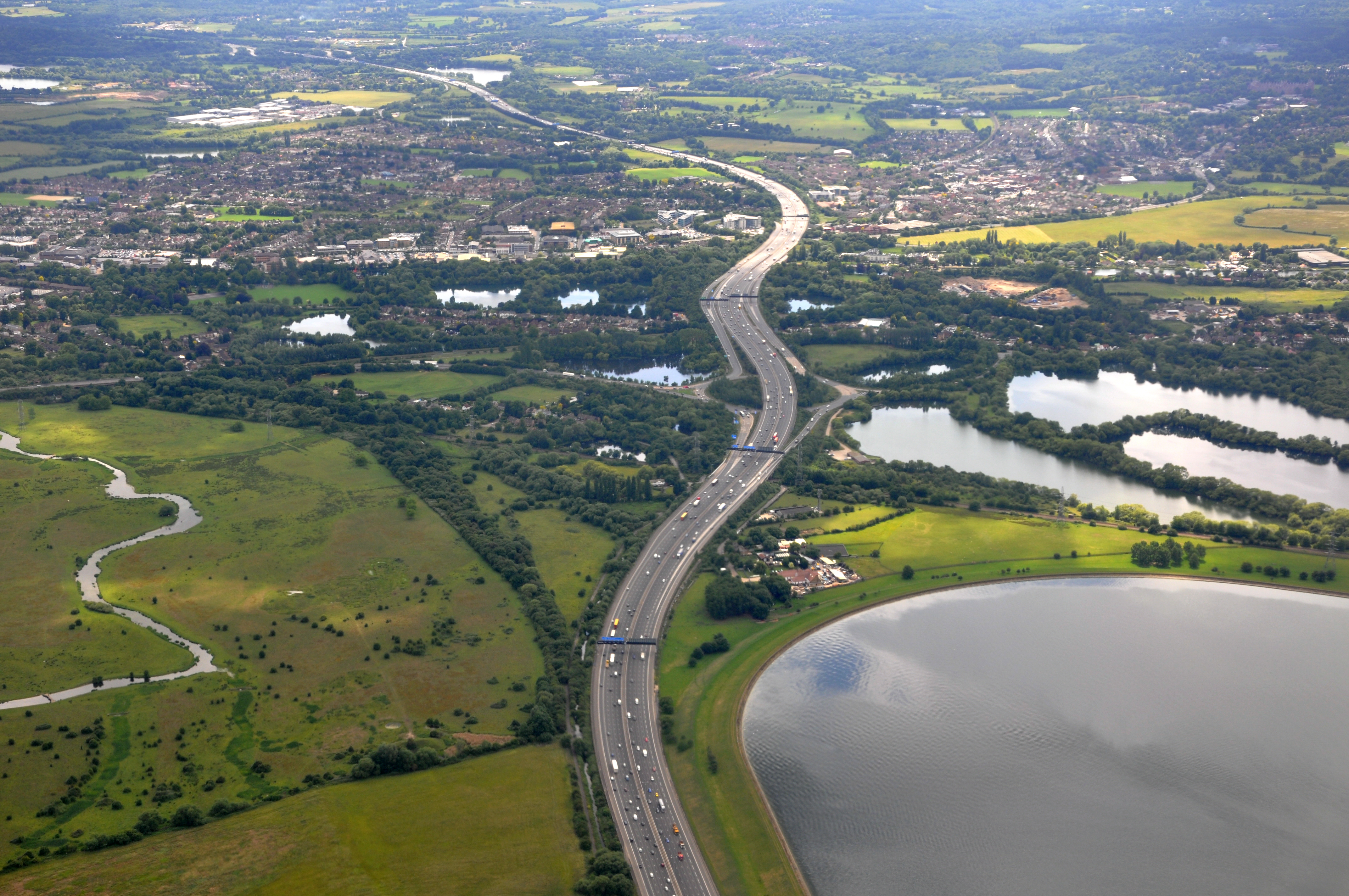
دائري لندن قرب إغم

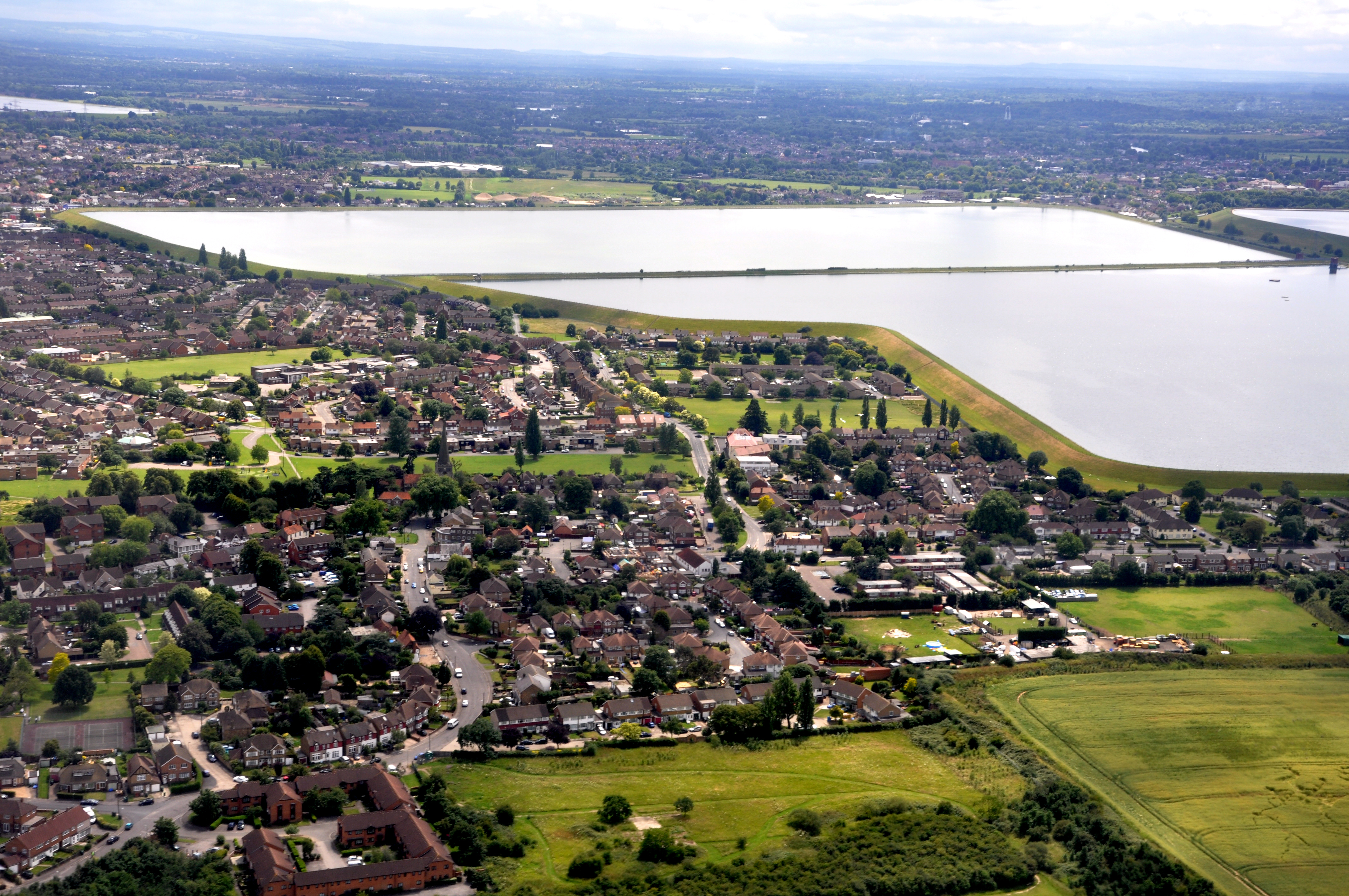
خزانات ستينز

## المدن
أهم مدن مقاطعة سَري:
- غيلدفورد الواقعة على نهر الوي، حوالي 35 ميلاً إلى الجنوب الغربي من لندن، وتعد قلعة غيلدفورد من أهم معالم المدينة، وقد كانت هذه القلعة قصراً قطنه الملك جون ومن بعده الملك هنري الثالث، الذي قام بتوسعة القلعة، وإجراء تعديلات عليها. ويوجد على أطراف المدينة متنزه بالادين كلاندون، الذي أنشىء في الثلاثينات من القرن الثامن عشر. ومتنزه هاتشلاندز، وحدائق جمعية نباتات الزينة الملكية
- فارنهام، التي تقع في الركن الجنوبي الغربي من مقاطعة سَري، وتعد مركزاً لتجارة محاصيل الحبوب.
- دوركينغ، الواقعة على نهر ييدنج بروك، حوالي 25 ميلاً إلى الجنوب من لندن.

## الاقتصاد
يقوم اقتصاد المقاطعة على شركات الخدمات والتجارة وتشكل الصناعة المورد الاقتصادي الثاني، توجد في المقاطعة القليل من الأنشطة الزراعية. ومن الشركات التي لها مكاتب أو مقرات في «ليذرهد»:
- كيه بي آر
- هاليبرتون
- إكسون موبيل
- سي جي آي
- يونيليفر

المصادر والمراجع
1. Andreuls, R, J Brown, P.Lee and R Humphreys. 2000. England Rough Guides, London.
2. Micosoft Encarta Interactive Atlas 2000.